# Lathyrus latifolius
A Lathyrus latifolius, comummente conhecida como cizirão(não confundir com a lathyrus cicera com quem partilha este nome), é uma espécie de planta com flor, herbácea e rizomatosa, pertencente à família das fabáceas e ao tipo fisionómico dos hemicriptófitos escandentes.

## Nomes comuns
Dá ainda pelos seguintes nomes comuns: cigerão (não confundir com a vicia hirsuta que com ela partilha este nome) e cizirão-de-flor-grande.

## Taxonomia
A autoridade científica da espécie é L., tendo sido publicada em Species Plantarum 2: 733. 1753.

### Citologia
O número de cromossomas da Lathyrus latifolius e de táxones infra-específicos: 2n=14

### Etimologia
- Lathyrus: nome genérico derivado do grego antigo, que se refere ao nome antigo da «ervilha».[8]

- latifolius: epíteto latino que significa «com folhas largas»[9]

### Sinonímia
- Lathyrus latifolius var. latifolius
- Lathyrus megalanthus Steud.
- Lathyrus membranaceus C.Presl
- Lathyrus sylvestris subsp. latifolius Bonnier & Layens[10]

## Descrição
Planta trepadora, com gavinhas, que cresce a partir de um caule lenhoso subterrâneo e vertical, que pode ascender até uma média de 75 centímetros, podendo, inclusive, ultrapassar os 150 centímetros de altura. Os caules, ramificados, com duas alas longitudinais de 1-3 mm de grossura, têm folhas pecioladas, divididas em dois segmentos que podem chegar aos 80 milímetros de comprimento. No que toca ao formato, as folhas são lanceoladas e exibem nervuras paralelas às bordas.  Junto ao caule, na base do pé das folhas, situam-se umas estípulas ovadas, com um pecíolo virado para atrás.
As flores surgem  de Maio a Agosto, têm cerca de 25 milímetros de comprimento, crescem em cachos pé comprido com cerca de 10 a 20 centímetros.
Ao princípio as flores assumem uma coloração rosada clara, que depois vai escurecendo. O fruto é um legume alongado e glabro que pode medir entre 5 e 12 milímetros, com 10 a 18 sementes arredondadas, aplanadas e de cor pardacenta.

## Distribuição
É natural do Centro, Sul e Leste Europeu, com presença não despicienda no Norte de África, tendo sido introduzida no continente americano.

## Portugal
Trata-se de uma espécie presente no território português, nomeadamente em Portugal Continental. Mais concretamente, pode encontrar-se em todas as zonas do Nordeste, na Terra Fria Transmontana, no Centro-oeste calcário, no Centro-oeste olissiponense, no Centro-leste de campina e no Centro-sul miocénico. 
Em termos de naturalidade é nativa da região atrás indicada.

## Ecologia
Medra tanto em ermos sáfaros, como em courelas agricultadas. Também é capaz de prosperar em relvados húmidos, em sebes-vivas e nas cercanias de bosques.

## Protecção
Não se encontra protegida por legislação portuguesa ou da Comunidade Europeia.